# Pseudoncholaimus urbanus
Pseudoncholaimus urbanus is een rondwormensoort uit de familie van de Oncholaimidae.